# نیروگاه هسته‌ای گینشان
نیروگاه هسته‌ای گینشان (به لاتین: Qinshan Nuclear Power Plant) یک نیروگاه هسته‌ای در چین است که در شهرستان های‌یان (چجیانگ) واقع شده‌است.